# シラミシバ
シラミシバ Tragus racemosus (L.)　All. はイネ科の植物の1つ。小穂の外面に曲がった刺が多数並んでおり、これにより衣服などにくっつく。日本では帰化植物として知られる。

## 特徴
1年生の草本。茎は斜めに立つか、あるいは這うように伸びて長さ10-30cmほどになる。茎には毛がない。這う茎は弱く、また葉鞘はその節間より短い。また茎は基部寄りの部分で分枝を出し、根を下ろす。葉身は線状披針形で長さ1～5cm、幅2～4mmで、質は厚く、縁は肥厚していてたつように伸びる白い毛がまばらにある。葉舌は環状に並んだ手の列となっている。

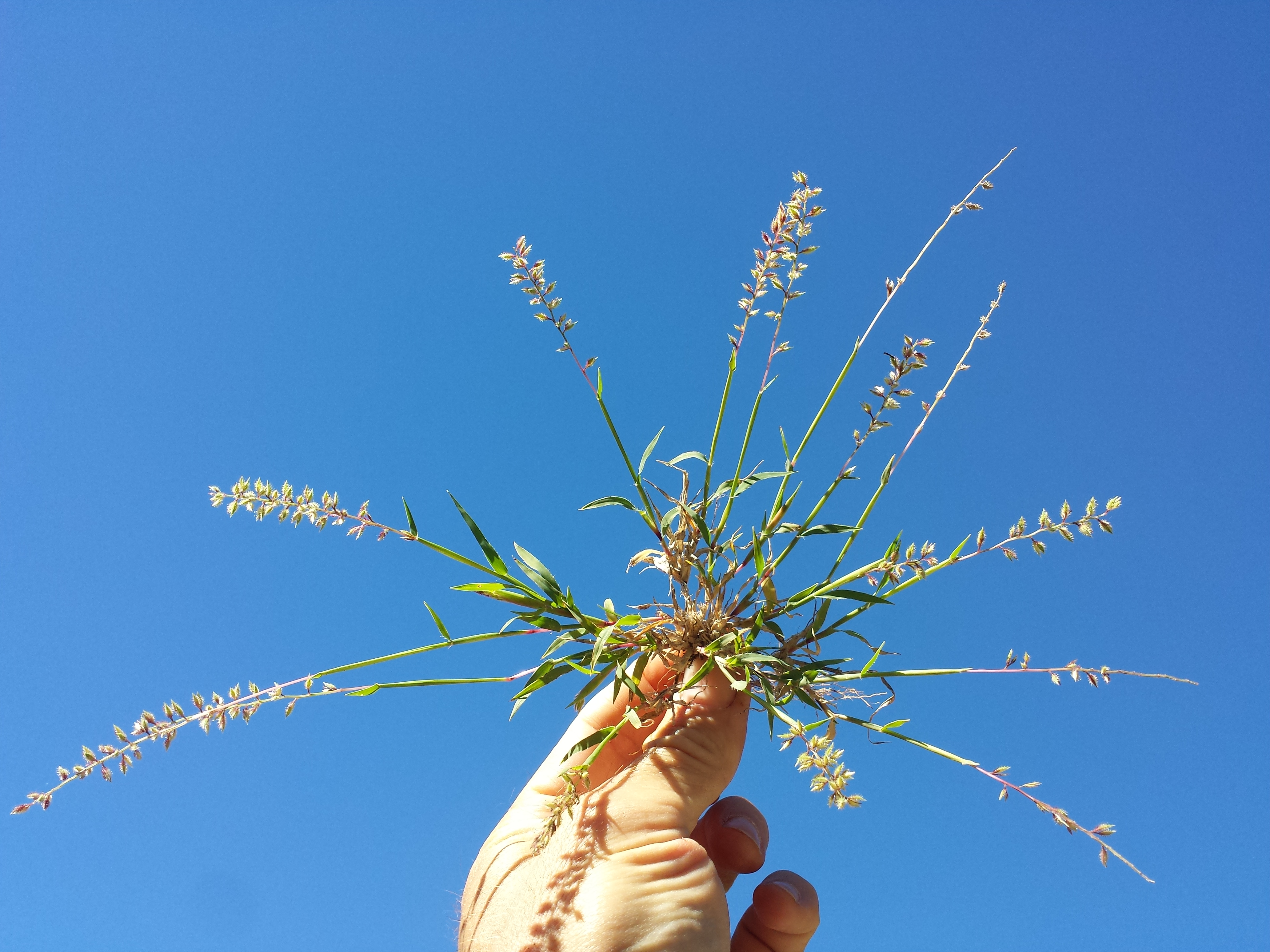
1つの株
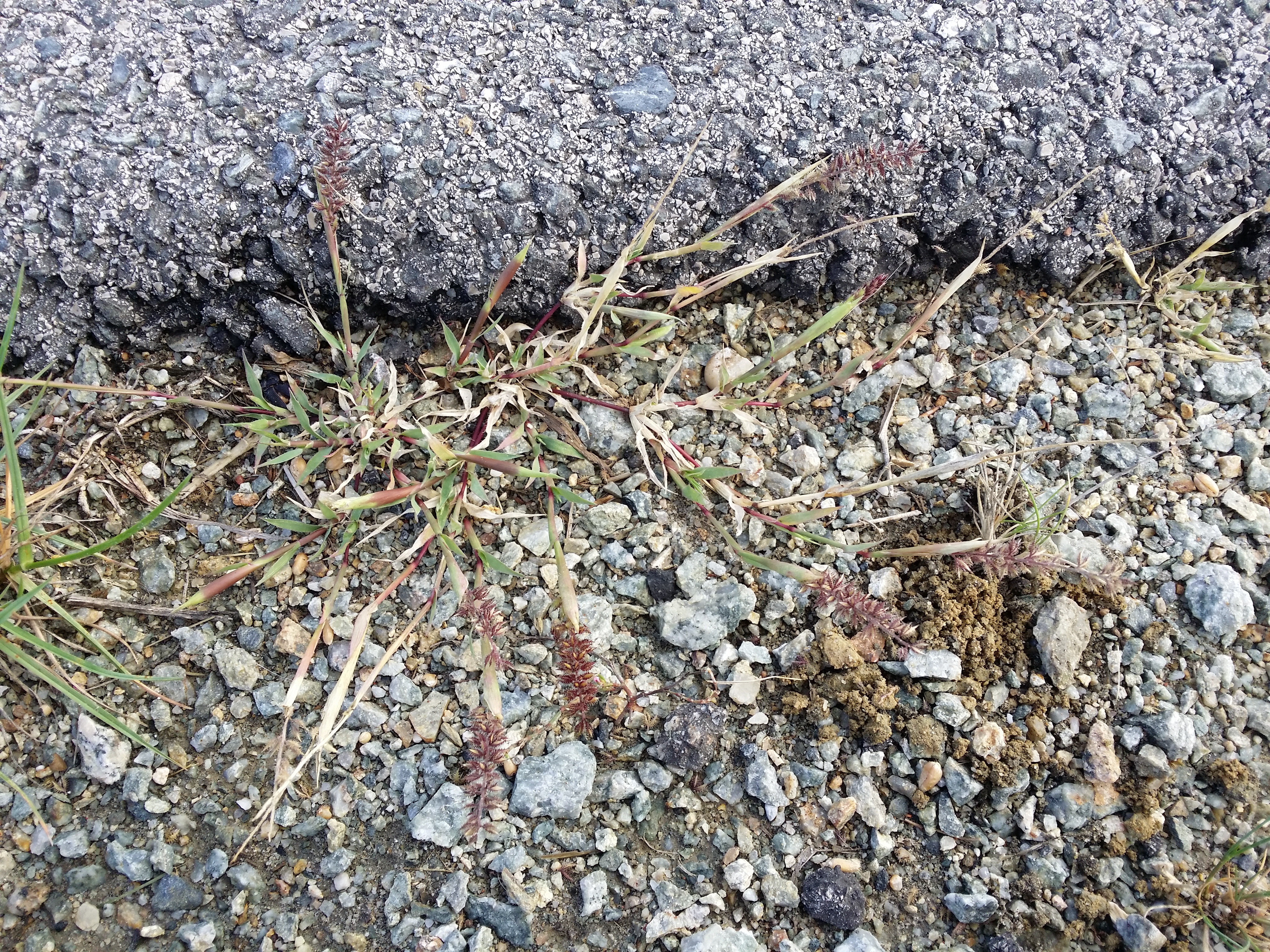
這い広がる姿
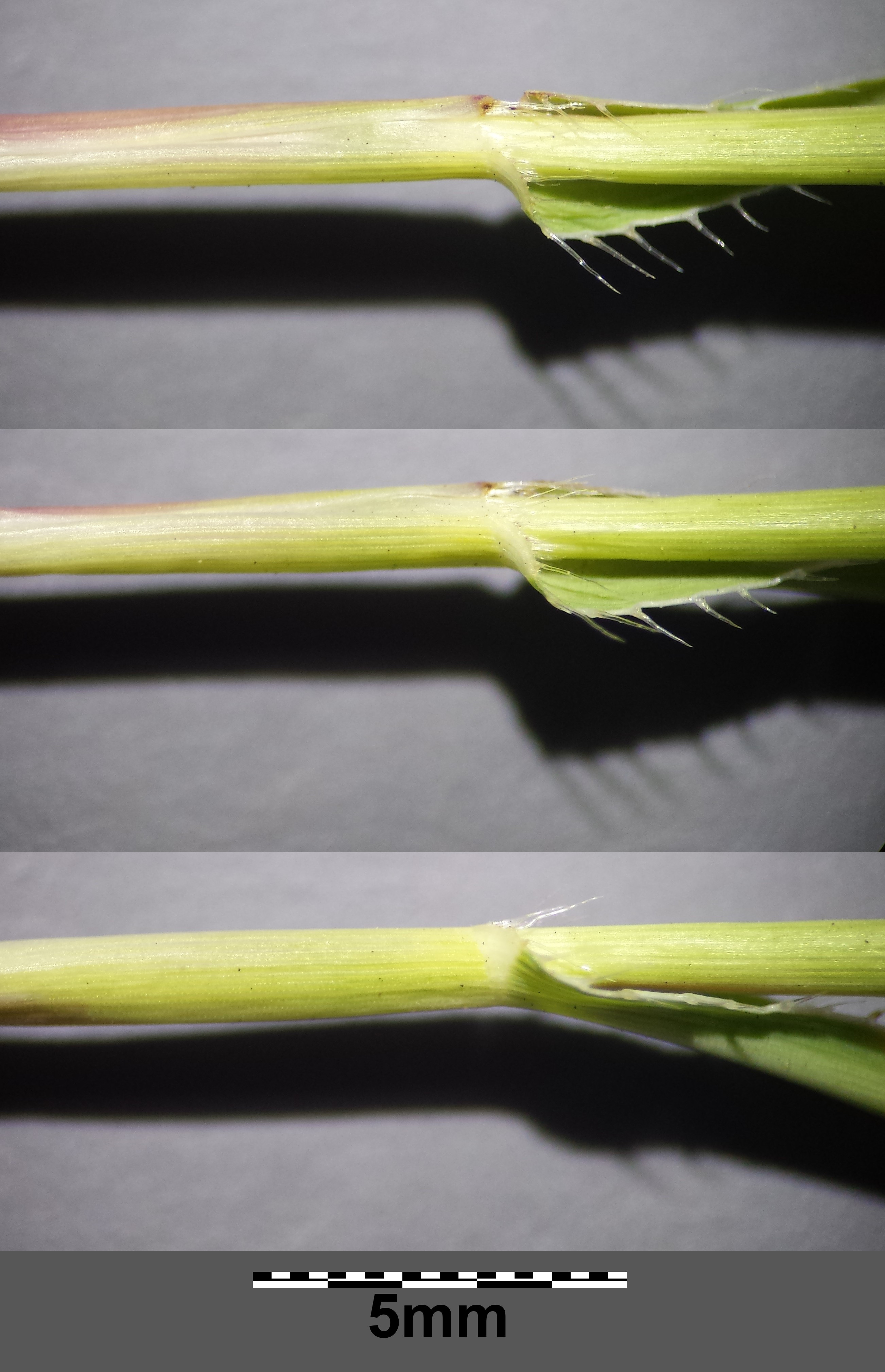
葉鞘と葉身の付け根
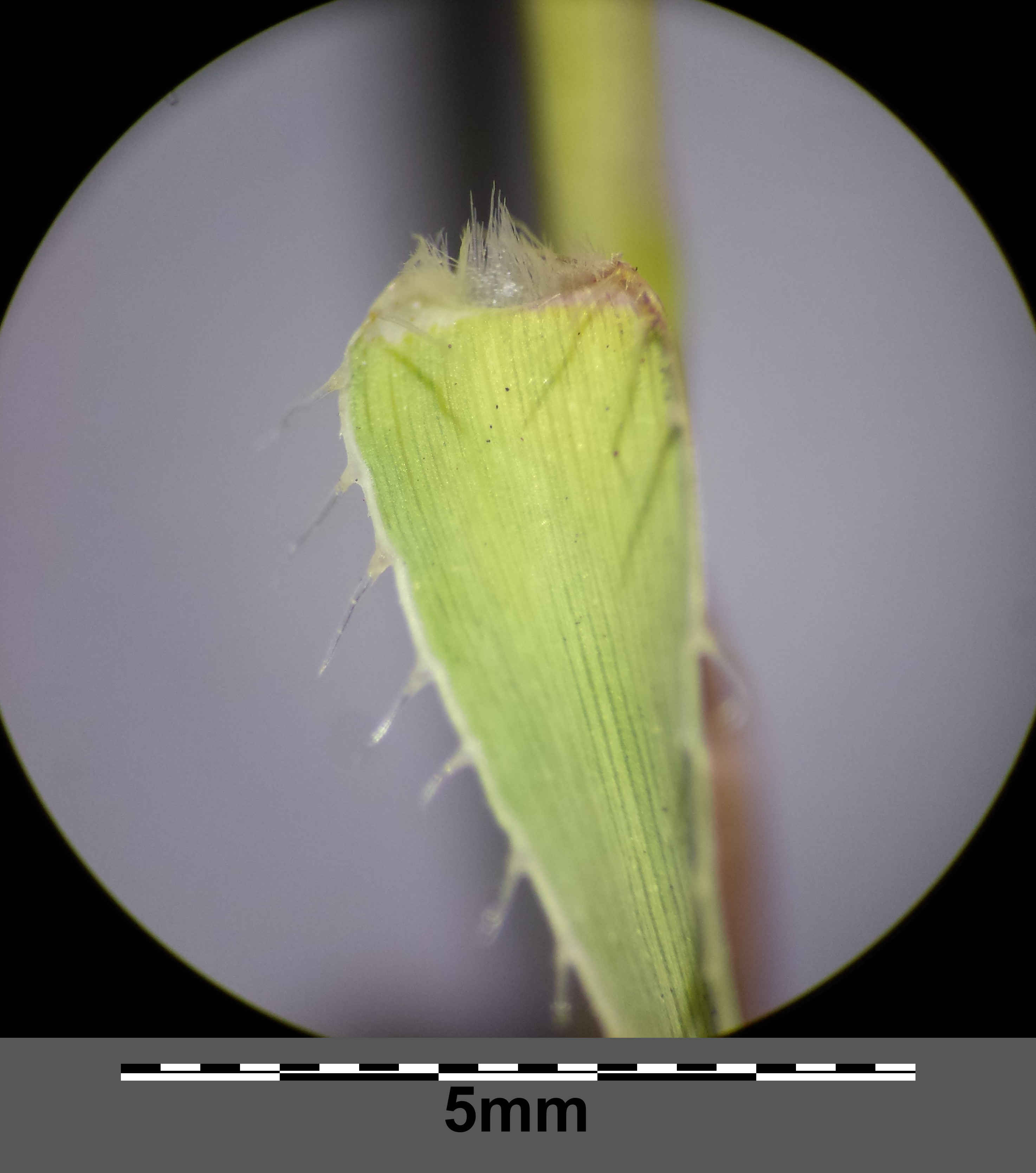
葉舌と葉の縁の毛の列

花期は6～10月で、茎の先端に棒状の花序を付ける。一見は穂状にも見えるが短い横枝に複数の小穂がつく密集円錐花序で、長さは3～10cm、幅は5～8mmほど。穂の主軸には短い毛が密生しており、そこから出る横枝はごく短くて、1つの枝には3個から5個の小穂がついている。この小穂のうち枝の基部側のものは両性を持っており長さは4mm以上あるが、より枝先のものでは長さは3mmで不稔であり、枝の先端のものはさらに退化して痕跡的になっている場合が多い。
小穂には1個の小花のみを含む。第1包頴はとても小さくて長さは0.8mm、三角状卵形で膜質。第2包頴は長さ3.2～4.4mmで質は厚くて木質で、7本の脈があり、それぞれの脈の上には硬い刺が並んでおり、その死の先端はしばしば鉤状に曲がっている。護頴と内縁は両方共に膜質で護頴には細い脈が1本ある。護頴の長さは3～3.8mmで先端は鋭く突き出している。雄蘂は3個で葯は長さ0.5mm。果実が熟した際には小穂のついた横枝の基部で花軸から離れ、横枝が1つの小穂群となって脱落する。花軸はそのあとも長く残る。
和名は脱落した小穂が衣服などに張り付くことによる。牧野原著(2017)は小穂の包頴が革質でその背面に棘が並んでいて全形がシラミに似ているので、という説を紹介しているが、シラミにはそんな棘の列はないので奇妙である。

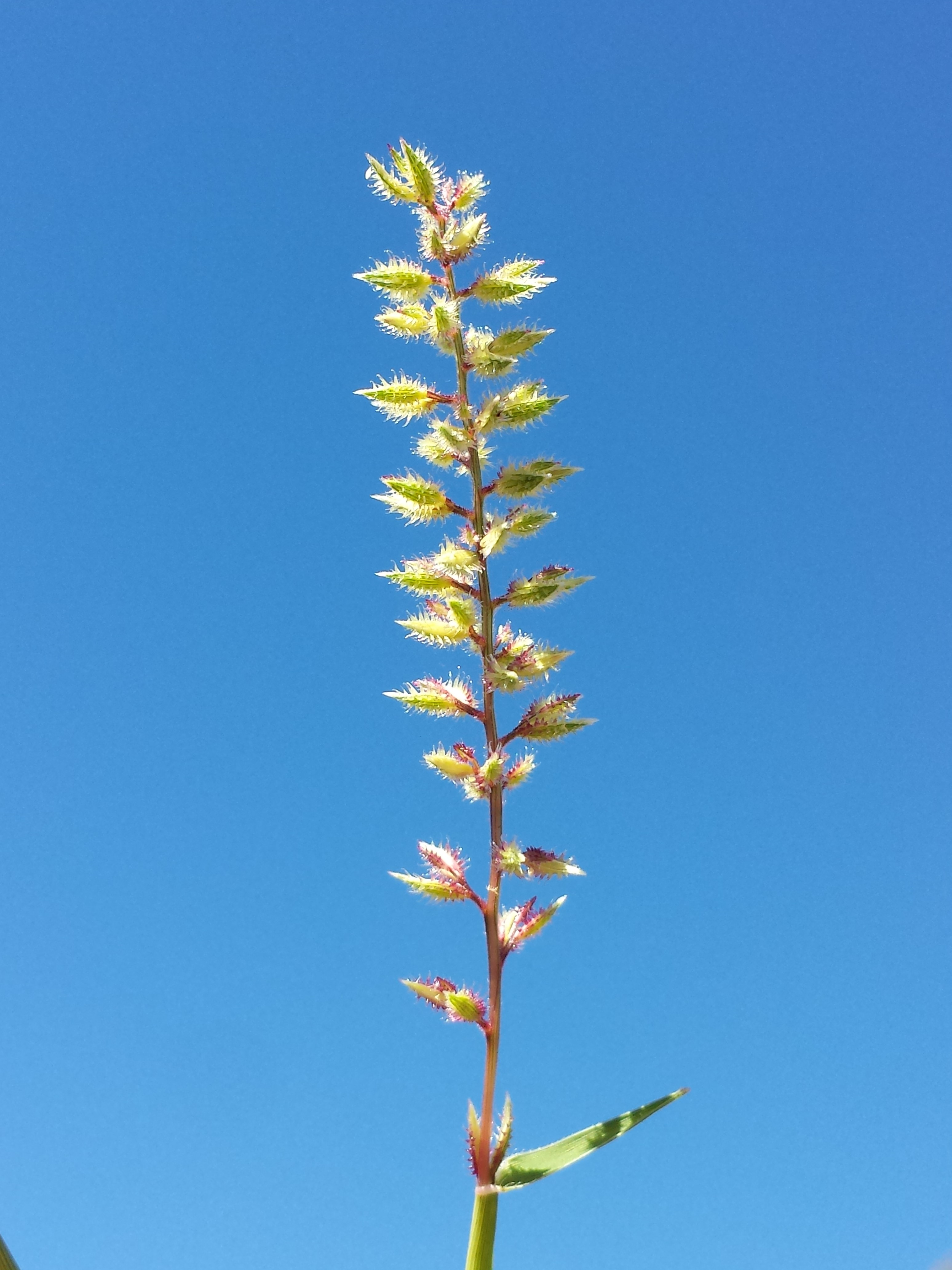
花序
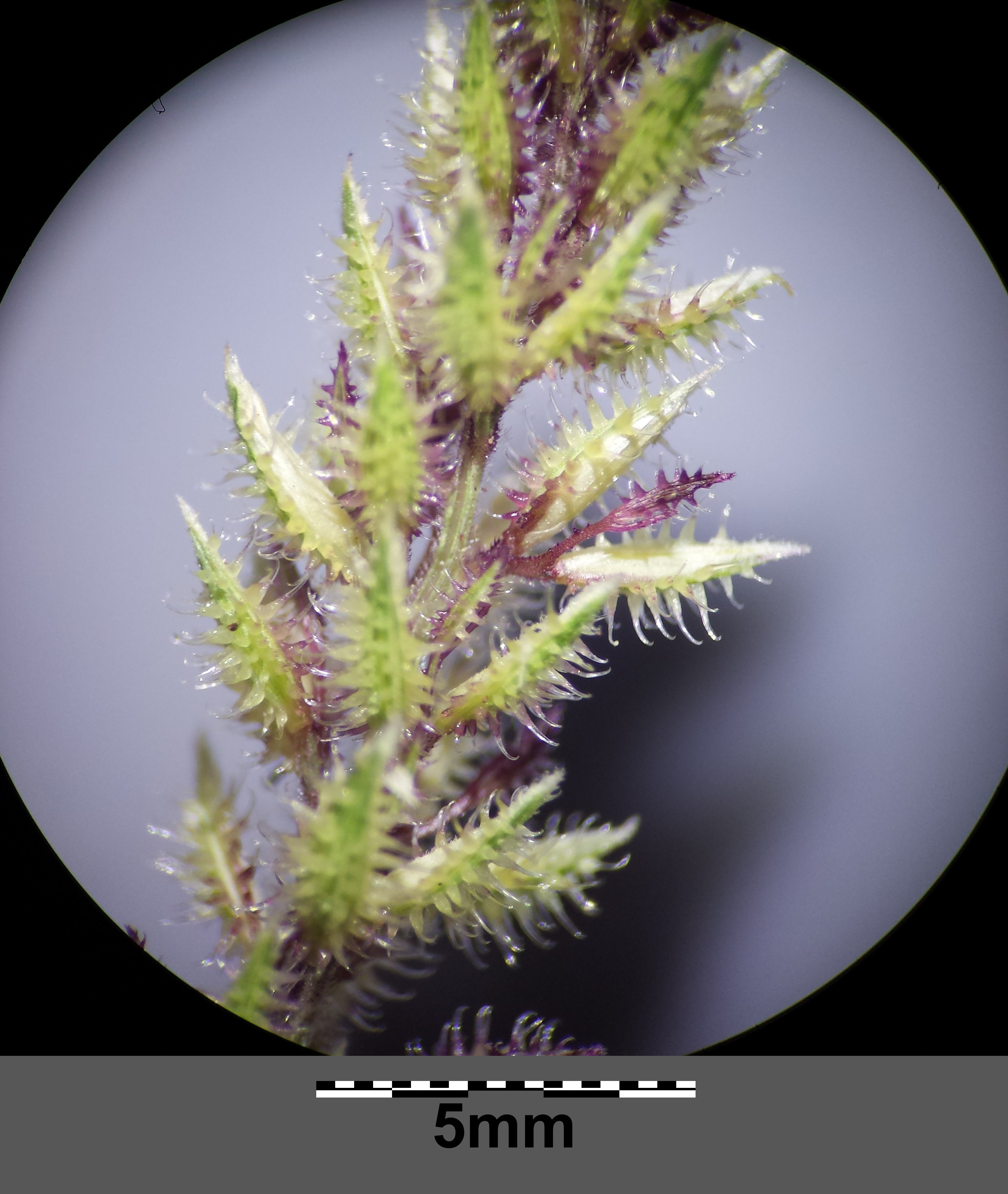
花序の一部を拡大
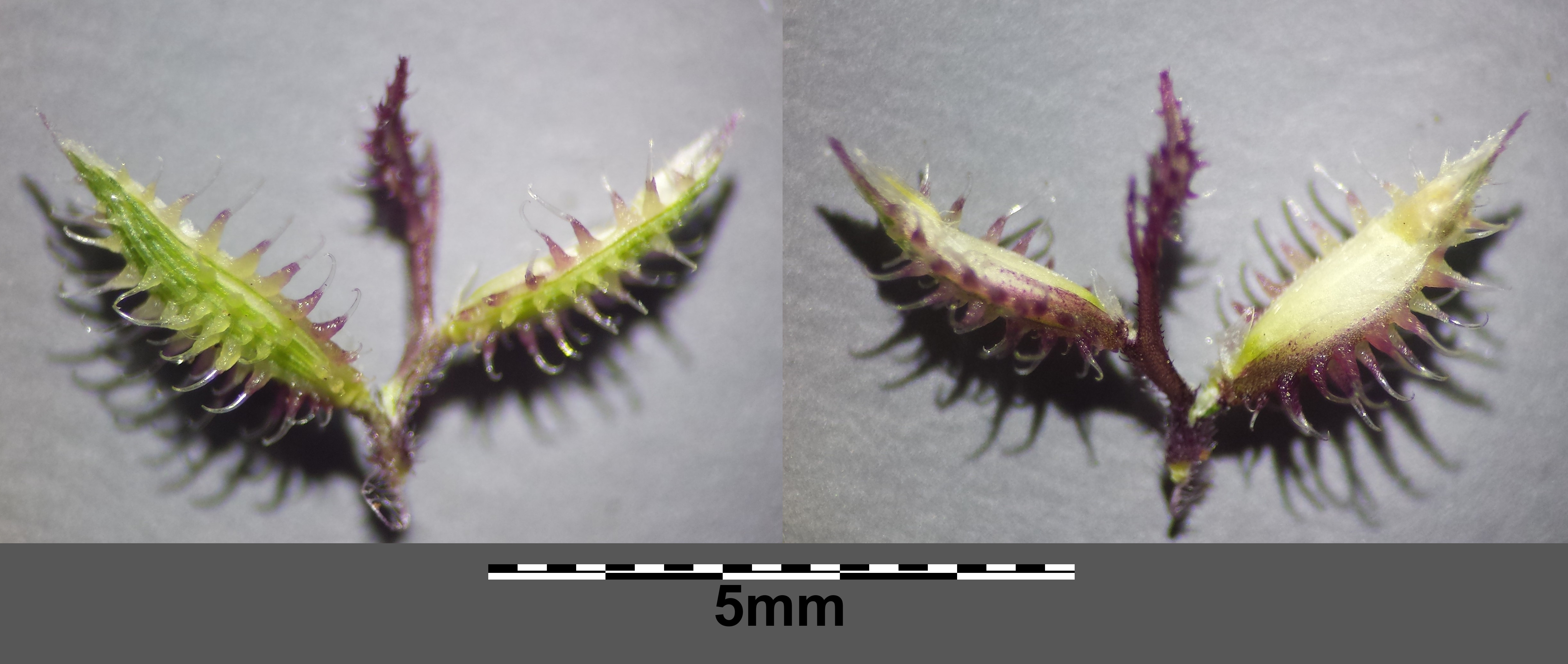
1つの側枝
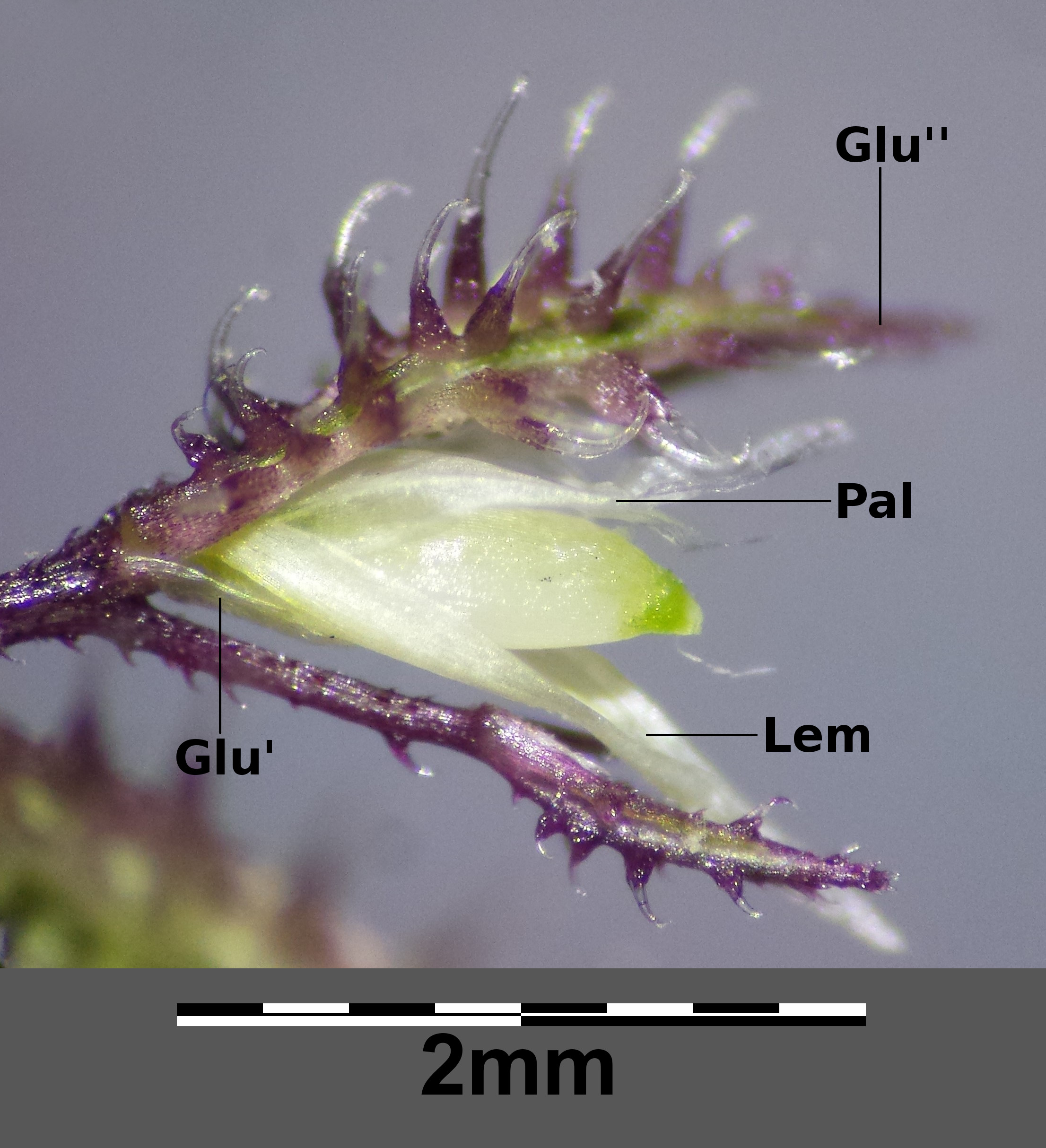
両性小穂の構造

## 分布と生育環境
原産地はユーラシア大陸ともユーラシアとアフリカともあり、タイプ産地は南ヨーロッパとのこと。また北アメリカやオーストラリアに帰化している。日本では1955年に津市で発見されて報告されたもので、開港地などで希に発見されるという。近畿地方や九州で見られる、とも言うが、やはり希であるとされている。
やや湿ったところに生える。脱落した小穂群は一纏まりになって動物や衣服などにくっつきやすくなっており、これによって散布が行われると考えられている。

## 分類など
本属は小さな属であり、旧世界の熱帯域に7種があり、そのうちの2種が新世界に帰化している。
日本には現在のところ本種のみが帰化している。本種はその小穂表面に鉤状の刺が多数並んでいる時点で日本には似たものがなく、容易に区別できる。また長田(1993)は本属のもので T berteronianus が北アメリカでは本種より普通である、と記しており、区別点として本種より花序の枝が更に短く、また小穂が長さ2～3mmと小さいことで判別できるとしているが、この種は2016年に台湾で帰化が発見されている。あるいは日本で発見されることもあるかもしれない。